# Eckhard Hess
Eckhard Heinrich Hess (* 27. September 1916 in Bochum; † 21. Februar 1986 in Cambridge (Maryland)) war ein US-amerikanischer Psychologe und Ethologe.

## Leben
Eckhard Hess wuchs in Ostpreußen und Bochum auf, bis seine Familie 1927 in die USA auswanderte, wo er 1943 die US-Staatsbürgerschaft annahm. In Maryland besuchte er das Blue Ridge College und studierte zunächst ein Jahr lang Chemie, nach Lektüre des Buches The Animal Mind der Psychologin Margaret Floy Washburn verlagerte er seinen Studienschwerpunkt jedoch hin zum Fach Psychologie, in dem er 1941 auch seine Bachelor-Abschlussprüfung bestand. Auf dem College hatte er auch seine Ehefrau Dorle kennengelernt, die er 1942 heiratete.
Ab 1941 arbeitete er als Industriepsychologe bei der Seagram-Calbert Destilling Company, wo er die Qualitätskontrolle von Geschmack und Geruch der Whiskey-Produktion leitete. Bald wurde er jedoch als Schütze zur US- Infanterie eingezogen und für Kampfeinsätze nach Italien verschifft. Bereits 1945 konnte er aber seine akademische Ausbildung fortsetzen, als erster an der Johns Hopkins University zugelassener Student für ein neu aufgelegtes Psychologie-Programm. Bis 1948 erwarb er zunächst den Master-Grad und schließlich auch den Doktor-Grad mit Studien über die visuelle Wahrnehmung von Haushuhn-Küken. Noch im gleichen Jahr wurde er Professor für Psychologie an der University of Chicago, was auch dem Umstand geschuldet war, dass kurz nach Ende des Zweiten Weltkriegs viele US-Universitäten die Kapazitäten ihrer Studiengänge wieder ausweiteten und es zeitweise mehr offene Stellen als qualifizierte Bewerber gab.
Sein Forschungsschwerpunkt an der University of Chicago galt mehr als 20 Jahre dem Phänomen der Prägung, das er für sich als lohnenswertes Konzept entdeckt hatte, nachdem er zunächst das 1935 publizierte Frühwerk von Konrad Lorenz Der Kumpan in der Umwelt des Vogels und 1951 das Buch The Study of Instinct von Nikolaas Tinbergen gelesen hatte. Ab den 1960er-Jahren erforschte er zusätzlich die Reaktion der Pupillen auf psychische Prozesse.

## Schriften (Auswahl)
- Imprinting. An effect of early experience, imprinting determines later social behavior in animals. In: Science. Band 130, Nr. 3368, 1959, S. 133–141, doi:10.1126/science.130.3368.133.
- Imprinting in birds. Research has borne out the concept of imprinting as a type of learning different from association learning. In: Science. Band  146, Nr. 3648, 1964, S. 1128–1139, doi:10.1126/science.146.3648.1128.
- Imprinting: Early Experience and the Developmental Psychobiology of Attachement. Van Nostrand Reinhold, New York 1973, ISBN 978-0-442-23391-4.
  - deutsche Ausgabe: Prägung. Die frühkindliche Entwicklung von Verhaltensmustern bei Tier und Mensch. Mit einem Vorwort von Konrad Lorenz. Kindler, München 1975, ISBN 978-3-463-00630-7.
- The Tell-Tale Eye: How Your Eyes Reveal Hidden Thoughts and Emotions. Van Nostrand Reinhold, New York 1975, ISBN 978-0-442-23390-7.
  - deutsche Ausgabe: Das sprechende Auge. Die Pupille verrät verborgene Reaktionen. Kindler, München 1977, ISBN 978-3-463-00680-2.